# János Cserni
János Cserni (* 11. Oktober 1945 in Kalocsa) ist ein ungarischer Badmintonspieler. 

## Karriere
János Cserni war über ein Jahrzehnt lang der dominierende Badmintonspieler in Ungarn. Von 1966 bis 1977 gewann er in seiner Heimat insgesamt 25 nationale Titel bei den Einzelmeisterschaften. Des Weiteren siegte er vier Mal mit der Mannschaft. 1975 war er bei den Slovenian International erfolgreich. 

## Sportliche Erfolge
| Saison | Veranstaltung                 | Disziplin    | Platz | Name                             |
| ------ | ----------------------------- | ------------ | ----- | -------------------------------- |
| 1966   | Ungarn: Einzelmeisterschaften | Herreneinzel | 1     | János Cserni                     |
| 1966   | Ungarn: Einzelmeisterschaften | Mixed        | 1     | János Cserni / Katalin Jászonyi  |
| 1966   | Ungarn: Einzelmeisterschaften | Herrendoppel | 1     | János Cserni / Zsolt Vajna       |
| 1967   | Ungarn: Einzelmeisterschaften | Herrendoppel | 1     | János Cserni / Ferenc Jaszonyi   |
| 1967   | Ungarn: Einzelmeisterschaften | Herreneinzel | 1     | János Cserni                     |
| 1967   | Ungarn: Einzelmeisterschaften | Mixed        | 1     | Janos Cserni / Katalin Jászonyi  |
| 1968   | Ungarn: Einzelmeisterschaften | Herrendoppel | 1     | János Cserni / Tamás Szulyovszky |
| 1968   | Ungarn: Einzelmeisterschaften | Herreneinzel | 1     | János Cserni                     |
| 1968   | Ungarn: Einzelmeisterschaften | Mixed        | 1     | Janos Cserni / Eleonóra Gedô     |
| 1969   | Ungarn: Einzelmeisterschaften | Herreneinzel | 1     | János Cserni                     |
| 1970   | Ungarn: Einzelmeisterschaften | Mixed        | 1     | János Cserni / Éva Cserni        |
| 1970   | Ungarn: Einzelmeisterschaften | Herrendoppel | 1     | János Cserni / Tamás Szulyovszky |
| 1970   | Ungarn: Einzelmeisterschaften | Herreneinzel | 1     | János Cserni                     |
| 1971   | Ungarn: Einzelmeisterschaften | Herreneinzel | 1     | János Cserni                     |
| 1972   | Ungarn: Einzelmeisterschaften | Herreneinzel | 1     | János Cserni                     |
| 1973   | Ungarn: Einzelmeisterschaften | Herrendoppel | 1     | János Cserni / László Rammer     |
| 1973   | Ungarn: Einzelmeisterschaften | Herreneinzel | 1     | János Cserni                     |
| 1973   | Ungarn: Einzelmeisterschaften | Mixed        | 1     | János Cserni / Éva Cserni        |
| 1974   | Ungarn: Einzelmeisterschaften | Herrendoppel | 1     | János Cserni / László Rammer     |
| 1974   | Ungarn: Einzelmeisterschaften | Herreneinzel | 1     | János Cserni                     |
| 1974   | Ungarn: Einzelmeisterschaften | Mixed        | 1     | János Cserni / Éva Cserni        |
| 1975   | Slovenian International       | Mixed        | 1     | János Cserni / Éva Cserni        |
| 1975   | Ungarn: Einzelmeisterschaften | Herrendoppel | 1     | János Cserni / László Rammer     |
| 1975   | Ungarn: Einzelmeisterschaften | Mixed        | 1     | János Cserni / Éva Cserni        |
| 1976   | Ungarn: Einzelmeisterschaften | Mixed        | 1     | János Cserni / Éva Cserni        |
| 1977   | Ungarn: Einzelmeisterschaften | Mixed        | 1     | János Cserni / Éva Cserni        |

## Referenzen
- Ki kicsoda a magyar sportéletben? Band 1 (A–H). Szekszárd, Babits Kiadó, 1994. ISBN 963-7806-90-3

| Personendaten    | Personendaten                |
| ---------------- | ---------------------------- |
| NAME             | Cserni, János                |
| KURZBESCHREIBUNG | ungarischer Badmintonspieler |
| GEBURTSDATUM     | 11. Oktober 1945             |
| GEBURTSORT       | Kalocsa                      |